# Anden-Opossummaus
Die Anden-Opossummaus (Caenolestes condorensis) ist eine Art der Eigentlichen Opossummäuse innerhalb der Mausopossums (Caenolestidae). Sie wurde 1996 anhand der einzigen beiden bekannten Individuen der Art aus den Anden in Ecuador nahe der Grenze zu Peru beschrieben.

## Merkmale
Die Anden-Opossummaus ist bislang nur in zwei Individuen bekannt. Sie erreicht wahrscheinlich eine Gesamtlänge von 256 Millimetern bei einer Schwanzlänge von etwa 127 Millimetern, das Gewicht beträgt etwa 48 Gramm. Damit sind sie die größten Tiere innerhalb der Gattung, unterscheiden sich jedoch kaum von den anderen Arten. Wie die anderen Arten der Mausopossums ähnelt sie in ihrem Aussehen den Spitzmäusen und besitzt eine lang ausgezogene Schnauze. Das Fell ist glänzend und seidig, es ist braungrau gefärbt, die Bauchseite ist mehr bräunlich gefärbt. Das dichte Fell ist wollig und besteht aus bis zu 10 Millimeter langen Haaren. Die Tiere haben eine rosige Nase und weiße Fühlhaare im Gesicht, wie andere Arten der Mausopossums haben auch sie für Beutelsäuger ungewöhnliche Lippenklappen, die wahrscheinlich dafür sorgen, dass die Tiere nicht ungewollt Erde in das Maul bekommen. Die Tiere haben kurze und kräftige Beine mit je fünf Zehen, wobei die mittleren drei Zehen jeweils kürzer als die äußeren Zehen sind.  Der lange Schwanz ist dunkelbraun und kann teilweise als Greifschwanz eingesetzt werden und dabei das Tier beim Klettern unterstützen. Die Oberarmknochen sind sehr kräftig, die Oberschenkelknochen dagegen vergleichsweise schmal.
Die Anden-Opossummaus unterscheidet sich kaum von der Graubäuchigen Opossummaus (Caenolestes caniventer), von dieser lässt sie sich nur anhand der Größe und der Ausbildung der oberen Eckzähne sicher unterscheiden.
| 4 | · | 1 | · | 3 | · | 4 | = 42 |
| 3 | · | 1 | · | 3 | · | 4 | = 42 |

Wie andere Arten der Mausopossums besitzt auch diese Art ein für die Familie typisches Gebiss mit vergrößerten unteren mittleren Schneidezähnen, die nach vorn ragen, sowie der reduzierten Anzahl an Schneidezähnen im Vergleich zu anderen Beutelsäugern. Die Arten der Gattung besitzen vier Schneidezähne (Incisivi), einen Eckzahn (Caninus), drei Prämolaren (Praemolares) und zwei Mahlzähne (Molares) in einer Oberkieferhälfte, im Unterkiefer verfügen sie über einen Schneidezahn weniger pro Hälfte. Insgesamt besitzen die Tiere entsprechend 46 Zähne.
Wie andere Beuteltiere haben auch die Mausopossums zwei Uteri und zwei Vaginae, zudem wird angenommen, dass die Anzahl der Eierstöcke der Anzahl der Zitzen entspricht (anders als bei den Opossums). Die Arten der Eigentlichen Opossummäuse besitzen keine Bauchtasche (Beutel); sie haben jedoch vier Zitzen, von denen sich je zwei an den Bauchseiten am Hinterleib befinden.

## Verbreitung

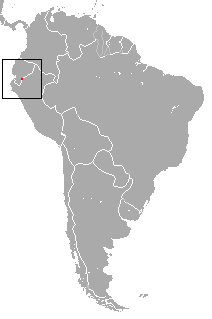
Nachweisort (rot) der Anden-Opossummaus: Wahrscheinlich erstreckt sich das Verbreitungsgebiet auch über angrenzende Gebiete.

Die Anden-Opossummaus ist nur von einem Fundort in der Cordillera del Cóndor in der Provinz Morona Santiago in Ecuador nahe der Grenze zu Peru bekannt. Wahrscheinlich kommt die Art auch in den angrenzenden Regionen und in Peru in vergleichbaren Habitaten vor. Die Höhenverbreitung der Art liegt bei etwa 2000 Metern, am Fundort betrug die Höhe 2080 Meter.

## Lebensweise
Über die Lebensweise der Anden-Opossummaus liegen keine Daten vor, da sie nur von zwei identifizierten Individuen bekannt ist. Die Vegetation und das Habitat am Fundort war Heide-ähnlich mit einer Vegetation, die nicht höher als 1,5 Meter wird.
Es wird angenommen, dass sich die Lebensweise kaum von der anderer Arten der Gattung unterscheidet. Die Tiere der Gattung sind Einzelgänger und vor allem in der Nacht aktiv. Sie leben am Boden, sind jedoch auch gute Kletterer. Den Tag verbringen sie in Tunnelbauen unter Baumwurzeln. Sie ernähren sich opportunistisch und sind omnivor. Dabei leben sie vor allem von Insekten, fressen jedoch auch pflanzliche Nahrung, besonders Früchte, und erbeuten auch kleine Wirbeltiere, darunter auch kleine und junge Mäuse. Unter den Insekten erbeuten sie vor allem Käfer, Fliegen, Grillen und Grashüpfer sowie Schmetterlinge und deren Raupen, hinzu kommen Regenwürmer, Hundertfüßer und Spinnen. Die Beute suchen sie in der Vegetation, vor allem in Moospolstern und Laubhaufen. Ihre Beute halten sie beim Fressen mit den Vorderfüßen fest.
Über das Paarungsverhalten der Mausopossums liegen keine Beobachtungen vor, wahrscheinlich haben die Tiere eine Fortpflanzungsphase pro Jahr, die von Februar bis August andauert. Die Weibchen der Gattung und damit auch der Anden-Opossummaus besitzen allerdings keine Bauchtasche wie andere Beuteltiere. Bei Jungtieren ist eine Bauchfalte ausgebildet, die sich jedoch bis zum Erreichen der Geschlechtsreife zurückbildet.

## Systematik
Die Anden-Opossummaus wird als eigenständige Art innerhalb der Gattung der Eigentlichen Opossummäuse (Caenolestes) eingeordnet. Die Gattung enthält insgesamt fünf Arten, wobei eine Art (Caenolestes sangay) erst 2013 erstbeschrieben wurde. Die wissenschaftliche Erstbeschreibung der Anden-Opossummaus stammt von Luis Albuja V. & Bruce D. Patterson aus dem Jahr 1996 anhand von zwei Individuen aus der Provinz Morona Santiago in Ecuador.
Innerhalb der Art werden keine Unterarten unterschieden.

## Bestand, Gefährdung und Schutz
Die Anden-Opossummaus wird von der International Union for Conservation of Nature and Natural Resources (IUCN) als gefährdet (vulnerable) eingestuft, da sie nur von einem einzigen Fundort in den Cordillera del Cóndor bekannt ist. Konkrete potenzielle Bedrohungen für den Lebensraum und die Bestände sind nicht bekannt, allerdings ist der aktuelle Wissensstand zu der Art gering und es ist Forschungsarbeit nötig, um das genaue Verbreitungsgebiet und die ökologischen Ansprüche der Art zu erforschen.